# 拟羊眼花
拟羊眼花（学名：Inula rhizocephaloides）为菊科旋覆花属的植物。分布于印度以及中国大陆的西藏等地，生长于海拔2,500米至3,500米的地区，目前已由人工引种栽培。